# Einschätzungsprärogative
Als Einschätzungsprärogative wird das Vorrecht des Gesetzgebers bezeichnet, über die Geeignetheit und Erforderlichkeit einer bestimmten gesetzlichen Regelung zur Erreichung eines legitimen Ziels letztverbindlich zu entscheiden. Die Entscheidung des Gesetzgebers ist insoweit nur beschränkt durch das Bundesverfassungsgericht überprüfbar. Die Prüfung beschränkt sich aufgrund des Beurteilungs- und Einschätzungsvorrangs auf offensichtliche Verstöße. Das eingesetzte Mittel ist verfassungsrechtlich nur dann zu beanstanden, wenn es objektiv untauglich oder schlechthin ungeeignet wäre. Es ist vornehmlich Sache des Gesetzgebers, unter Beachtung der Sachgesetzlichkeiten des betreffenden Sachgebiets zu entscheiden, welche Maßnahmen er im Interesse des Gemeinwohls ergreifen will.
Die Einschätzungsprärogative folgt aus dem Prinzip der Gewaltenteilung und bedeutet eine im Hinblick auf einen effektiven Rechtsschutz ausnahmsweise zulässige Letztentscheidungsbefugnis des Gesetzgebers im Verhältnis zur Rechtsprechung.
Dem Gestaltungsspielraum des Gesetzgebers sind jedoch umso engere Grenzen gesetzt, je stärker sich eine Ungleichbehandlung von Personen oder Sachverhalten durch eine gesetzliche Regelung auf die Ausübung grundrechtlich geschützter Freiheiten nachteilig auswirken kann. Der unterschiedlichen Weite des gesetzgeberischen Gestaltungsspielraums entspricht eine abgestufte Kontrolldichte bei der verfassungsgerichtlichen Prüfung, etwa im Rahmen einer Verfassungsbeschwerde oder einer Normenkontrolle.
Ist die durch Administrativorgane vorgenommene Tatbestandsausfüllung von Gesetzen der Kontrolle durch Gerichte (teilweise) entzogen, etwa bei der Auslegung unbestimmter Rechtsbegriffe, spricht man von Beurteilungsspielraum.
Soweit die Kompetenzverteilung zwischen Bund und Ländern, also zwischen zwei Gesetzgebern, betroffen ist, besteht kein von verfassungsgerichtlicher Kontrolle freier gesetzgeberischer Beurteilungsspielraum. Ob beispielsweise die Voraussetzungen des Art. 72 Abs. 2 GG gegeben sind, hat das Bundesverfassungsgericht voll zu überprüfen.